# Order Westharda
Order Westharda (łot. Viestura ordenis) — odznaczenie łotewskie ustanowione 12 maja 1938 z okazji dwudziestolecia powstania niepodległego Państwa Łotewskiego. Dewizą orderu jest łacińska sentencja: CONFORTAMINI ET PUGNATE („walcz i umacniaj się”).

## Historia orderu
Prezydent Łotwy zatwierdził nowy order decyzją z 11 sierpnia 1938. Pierwsze rozdanie Orderu Westharda nastąpiło w dniu 17 listopada 1938 w przeddzień XX rocznicy odzyskania niepodległości przez Łotwę. Ostatnie rozdanie miało miejsce w dniu 13 czerwca 1940, tuż przed okupacją kraju przez ZSRR, przez który order został zniesiony.
Decyzje dotyczące przyznawania orderu podejmowała Kapituła Orderu Westharda powołana w 1938 przez prezydenta Łotwy Kārlisa Ulmanisa. W krótkim okresie istnienia orderu przed aneksją Łotwy do ZSRR (1938-1940) odznaczenie otrzymali wyłącznie Łotysze:
- I klasa – 8 osób (6 z mieczami – generałowie łotewscy: Balodis, Berķis, Kurelis, Krustiṇš, Virsaitis i Rozenšteins, 2 osoby bez mieczy),
- II klasa – 28 osób (w tym 19 z mieczami, 9 bez mieczy),
- III klasa – 126 osób (w tym 89 z mieczami, 37 bez mieczy),
- IV klasa – 390 osób (w tym 224 z mieczami, 166 bez mieczy),
- V klasa – 701 osób (w tym 198 z mieczami, 503 bez mieczy)[1].

Jego restytucja w niepodległej Łotwie nastąpiła dopiero w 2004 (na podstawie Prawa o Odznaczeniach Państwowych z 25 marca 1994).
Order nadawany jest krajowcom w uznaniu zasług w dziedzinie szkolenia, rozwoju i ulepszania łotewskich sił zbrojnych oraz wzmacniania i utrzymywania w gotowości systemu bezpieczeństwa narodowego i ochrony granic państwowych, a także wzbudzania świadomości patriotycznej i przygotowywania obywateli do służby w obronie narodu i ojczyzny. Mogą go także otrzymać, za szczególne zasługi międzynarodowe, przywódcy państw obcych, członkowie delegacji zagranicznych i dyplomaci.
Jest podzielony na pięć klas:
- I klasa – Komandor Krzyża Wielkiego (lielkrusta komandieri),
- II klasa – Wielki Oficer (lielvirsnieku),
- III klasa – Komandor (komandieri),
- IV klasa – Oficer (virsnieku),
- V klasa – Kawaler (kavalieri),

oraz dodatkowo:
- Odznaka Honorowa Orderu Westharda (Viestura ordeņa goda zīme):
  - Złota (zeltīta),
  - Srebrna (sudraba),
  - Brązowa (bronzas)[5].

Pod odznakę orderu dla wojskowych są podkładane złote miecze, a dla osób cywilnych w ich miejscu znajduje się biały krzyż maltański.
Order Westharta zajmuje drugie miejsce w kolejności starszeństwa łotewskich odznaczeń, po Orderze Trzech Gwiazd, a przed Krzyżem Uznania. Odznaka Honorowa Orderu Westharta znajduje się na piątym miejscu, za Odznaką Honorową Orderu Trzech Gwiazd, a przed Odznaką Honorową Krzyża Uznania.

## Wygląd
Autorami orderu byli łotewscy artyści Herberts Mangolds (1901-1978) i Gustavs Šķilters (1874-1954), a wykonawcami ryscy grawerzy V. Millers i S. Bercs ze srebra próby 875. Odznaką orderu jest prosty krzyż z białej emalii i ze złotym obrzeżem zakończony potrójnymi kulkami z bordowej emalii, większą i dwoma mniejszymi po obu jej stronach. Pośrodku krzyża znajduje się medalion z białej emalii ze złotym obrzeżem i bordowymi literami pośrodku medalionu: VR (Vesthardus Rex/król Westhard). Pomiędzy ramionami krzyża znajduje się krzyż maltański z białej emalii i złotym obrzeżem przekrzywiony w stosunku do krzyża orderu o 45 stopni. W wersji orderu nadawanej w okresie wojny zamiast krzyża maltańskiego występują dwa złote miecze. Na rewersie orderu znajduje się pozłacany medalion z łacińską dewizą orderu wypisaną dookoła medalionu i datą 1219 w jego środku. Data odnosi się do powstania antykrzyżackiego wywołanego przez króla Semigalii Westharda. Nad odznaką orderu znajduje się wielki herb Łotwy w jego kolorach heraldycznych. Szerokość odznaki orderu I klasy wynosi 54 mm, II i III kl. 49 mm, IV i V kl. 40 mm. Odznaczeni orderem I i II klasy otrzymują również promienistą czteroramienną srebrną gwiazdę orderową z wizerunkiem Orderu Westharda w jego naturalnych kolorach. Wielkość gwiazdy I klasy wynosi 44 mm, II klasy – 41 mm. Wstążka orderu, koloru bordowego, ma szerokość 32 mm, a dla klasy I – 110 mm. Odznaki honorowe we wszystkich trzech stopniach (złota, srebrna i brązowa) nadawane są w dwóch wersjach: bez mieczy i z mieczami. Odznaki mają identyczny wygląd – okrągłe medale z wizerunkiem Orderu Westharda (w wersji bez mieczy i z mieczami). Na rewersie znajduje się łacińska dewiza orderu otoczona od dołu wieńcem z liści dębowych. Odznaki honorowe mają bordową trójkątną wstążkę, kształtem przypominającą wzór jaki stosowano przy odznaczeniach austro-węgierskich.
Zamiast pełnych odznak orderowych można używać miniatur w trzech rodzajach, takich samych dla wszystkich klas. Mundurowa baretka odznaczenia jest w kolorze wstęgi, w wymiarach 9 × 32 mm, dla klas cywilnych jest gładka, a dla klas wojskowych ma dodatkowe skrzyżowane miecze o długości 18 mm, a dla odznak honorowych mają dodatkowe, pięcioramienne gwiazdki (złote, srebrne lub brązowe). Miniaturka orderowa ma wstążkę o szerokości 13 mm, na której wieszany jest krzyż orderowy o wymiarach 15 × 15 mm, w przypadku odznak honorowych są to medale o średnicy 12 mm. Samodzielna rozetka, w kolorze wstęgi, ma średnicę 12 mm, z krzyżem orderowym umieszczonym w środku, noszona jest tylko zamiast pierwszych pięciu klas orderu.

### Wzory graficzne
| Komandor Krzyża Wielkiego (męski) | Komandor Krzyża Wielkiego (damski) | Komandor Krzyża Wielkiego z Mieczami (męski) | Komandor Krzyża Wielkiego z Mieczami (damski) |
| --------------------------------- | ---------------------------------- | -------------------------------------------- | --------------------------------------------- |
|                                   |                                    |                                              |                                               |
|                                   |                                    |                                              |                                               |
| Wielki Oficer (męski)             | Wielki Oficer (damski)             | Wielki Oficer z Mieczami (męski)             | Wielki Oficer z Mieczami (damski)             |
|                                   |                                    |                                              |                                               |
|                                   |                                    |                                              |                                               |
| Komandor (męski)                  | Komandor (damski)                  | Komandor z Mieczami (męski)                  | Komandor z Mieczami (damski)                  |
|                                   |                                    |                                              |                                               |
|                                   |                                    |                                              |                                               |
| Oficer                            | Kawaler                            |                                              |                                               |
|                                   |                                    |                                              |                                               |